# Concordia (Ede)
Pour les articles homonymes, voir Concordia.
Concordia est un moulin à vent (Smock mill (en)) à Ede, aux Pays-Bas, qui est maintenu en état de marche. Le moulin est répertorié Rijksmonument numéro 14469. 

## Histoire
Le moulin a été construit en 1868 pour remplacer un ancien moulin incendié en 1865, qui remonterait au XVIIe siècle. Le nouveau moulin proviendrait en partie de Zaan, où il était utilisé comme scierie. À Ede, cependant, le moulin était principalement utilisé pour moudre le grain et pour extraire l'huile des noisettes. 

## Description
Le moulin est octogonal et a un soubassement en brique fuselé avec une superstructure en bois couverte de chaume. La calotte est couverte de roseaux. Pignon sur le côté est de la calotte, avec inscription " JW van de Craats / EDU 26 OCT. 1889. " Il reste dans le moulin diverses parties de la machinerie.

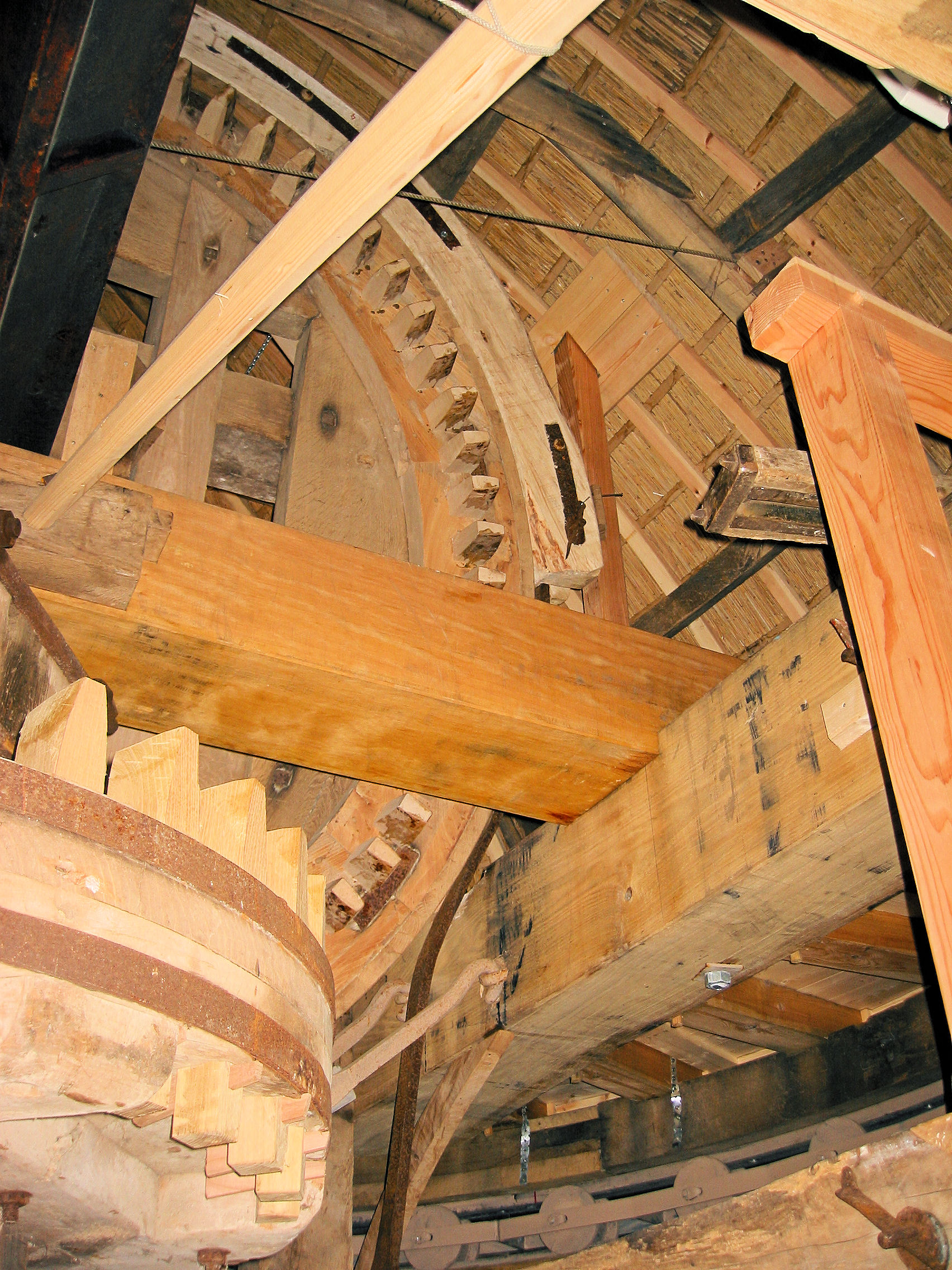
Intérieur